# Bence Roth
Pas d'image ? Cliquez ici

a Compétitions nationales et continentales officielles uniquement.

b Matchs officiels uniquement.
Dernière mise à jour le 29 novembre 2020.
Bence Róth est un joueur international hongrois de rugby à XV évoluant au poste de deuxième ligne.

## Biographie
Ayant grandi à Esztergom, Bence Róth intègre le centre de formation du Lyon OU sur les conseils de Matthieu Lazerges (alors sélectionneur national), après avoir débuté en équipe de Hongrie à seulement 17 ans. Non conservé dans l'effectif professionnel, il signe à l'US bressane alors en Pro D2, où il commence sa carrière sénior.

## Statistiques

### En club
| 2018-2019 | US bressane | 17  | 5   |
| 2019-2020 | US bressane | 11  | 0   |
| 2020-2021 | US bressane | ... | ... |
| 2018-2020 | Total       | 28  | 5   |